# Nieuil-l'Espoir
Nieuil-l'Espoir là một xã, tọa lạc ở tỉnh Vienne trong vùng Nouvelle-Aquitaine, Pháp. Xã này có diện tích 20,64 km², dân số năm 2006 là 2224 người. Xã nằm ở khu vực có độ cao trung bình 120 m trên mực nước biển.

## Biến động dân số
| Năm | 1962 | 1968 | 1975 | 1982  | 1990  | 1999  | 2006  | 2017  |
| --- | ---- | ---- | ---- | ----- | ----- | ----- | ----- | ----- |
| Dân số | 615  | 662  | 920  | 1 193 | 1 554 | 1 904 | 2 224 | 2 718 |
| From the year 1962 on: No double counting—residents of multiple communes (e.g. students and military personnel) are counted only once. |      |      |      |       |       |       |       |       |